# ماعت‌کارع
| N5 | C10 | D28 |

| N5 | C10 | D28 |

ماعت‌کارع (انگلیسی: Maatkare) ملکه همسر فرعون اوسورکن یکم و مادر کاهن اعظم آمون شوشنق سی بود. ماعت کارع دختر پسوسنس دوم بود.
ماعت‌کارع از چندین منبع شناخته شده است. مجسمه او، که تنها پایه آن با یک جفت پا حفظ شده است (مارسی، موزه بورلی، آیتم شماره ۴۳۲) ممکن است یک قطعه مورد استفاده مجدد از دوران پادشاهی جدید باشد. مجسمه‌ای از خدای نیل - که اکنون در موزه بریتانیا (بی‌ام ۸) است - توسط پسرش شوشنق سی تقدیم شد و او پدر و مادرش را اوسورکن یکم و ماعت‌کارع نام می‌برد. ماعت‌کارع به نام دختر پادشاه … هار-پسوسنس، محبوب آمون نامیده شده است. ماعت‌کارع بر روی مجسمه ای از «مخفی‌گاه کرنک» (موزه مصر سی‌جی ۴۲۱۹۴)، که توسط پسرش شوشنق تقدیم شده است، القاب «نبی هاثور»، «بانوی دندره»، «مادر خدا هرسومتوس» و «دختر پادشاه» را دارد.
یک کتیبه کرنک بر روی ستون هفتم، نام زنی به نام ماعت‌کارع، دختر پادشاه پسوسنس، محبوب آمون را نشان می‌دهد، و معمولاً تصور می‌شود که به ماعت‌کارع اشاره دارد.